# Johannes Carsten Hauch
Johannes Carsten Hauch (12. května 1790, Frederikshald, dnes Halden, Norsko – 4. března 1872, Řím, Itálie) byl dánský romantický básník, dramatik a prozaik.

## Život
Narodil se v norském Frederikshaldu, kde jeho otec působil jako soudní vykonavatel. Roku 1802 mu zemřela matka a roku 1803 se vrátil s otcem do Dánska. Jako dobrovolník se zúčastnil obrany Kodaně proti britské invazi roku 1807. Roku 1808 začal studovat na Kodaňské univerzitě. Stal se přítelem básníka a dramatika Adama Oehlenschlägera a pod jeho vlivem a pod vlivem norsko-německého filosofa, vědce a básníka Henrika Steffense přijal romantické názory na literaturu a filosofii.
Roku 1821 získal doktorát ze zoologie a po získání stipendia odjel studovat do Francie. Roku 1823 měl v Nice nehodu, po které mu v důsledku zánětu museli amputovat jednu nohu, což zničilo jeho záměry být přírodovědcem. Velkou duševní krizi a neúspěšný pokus o sebevraždu prožil následně roku 1826 v Neapoli. Překonání krize posílilo jeho literární talent. Po návratu domů v roce 1827 se stal profesorem fyziky na Akademii v Sorø, kde působil do roku 1846. Roku 1829 se oženil, jeho manželka, se kterou měl osm dětí, byla rovněž spisovatelkou.
V roce 1846 byl jmenován profesorem skandinávských jazyků na univerzitě v Kielu, ale když vypukla prusko-dánská válka, vrátil se do Kodaně. Roku 1851 se stal profesorem estetiky na Kodaňské univerzitě a v letech 1858–1860 byl ředitelem dánského národního divadla. Zemřel při svém pobytu v Římě, kde je také pochován.
Básně začal psát již jako student roku 1814, jeho první dramatické práce však velkou pozornost nezískaly. Po roce 1826 proto obrátil svou pozornost k próze a napsal postupně několik románů a pak následovaly i úspěšné tragédie a také sbírky básní. Vycházel z německé spekulativní přírodní filosofie a romantiky, hlavně z Novalise, jehož přírodní mystika je v jeho dílech silně patrná. Jeho díla se vyznačují mistrovským stylem a zájmem o nadpřirozené jevy. Mimo to vydal své přednášky a vzpomínky.

## Výběrová bibliografie

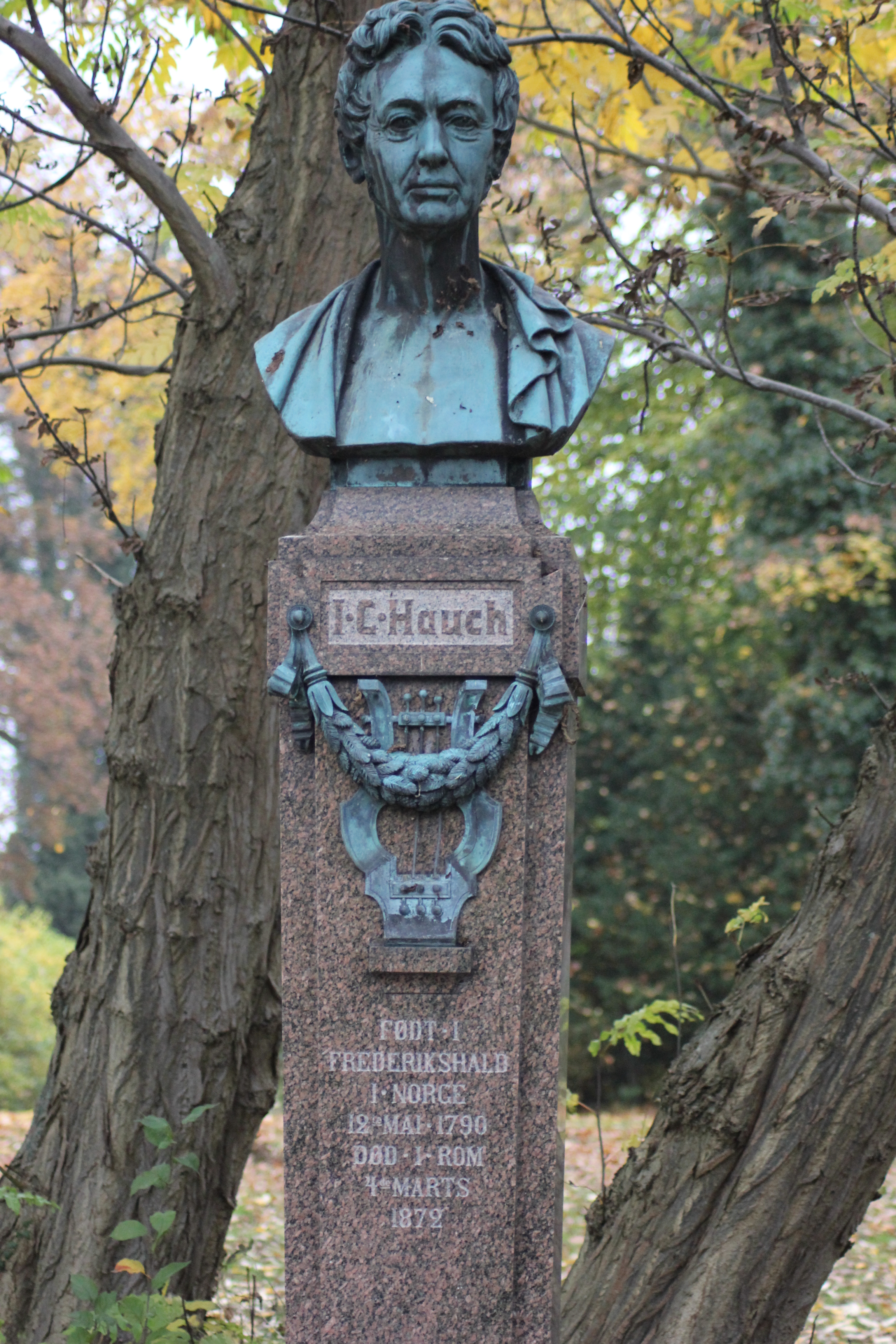
Hauchova busta v parku Akademie v Sorø

### Divadelní hry
- Contrasterne (1816, Kontrasty), dramatická báseň.
- Rosaura (1817), lyrické drama.
- Hamadryaden (1826, Hamadryády), dramatická pohádková báseň.
- Bajazet (1828), tragédie.
- Tiber (1828, Tiberius), tragédie.
- Gregorius den Syvende (1828, Řehoř VII.), tragédie.
- Karl V. Död (1831. Smrt karla V.), tragédie.
- Maastrichts Beleiring (1832, Obléhání Maastrichtu), drama.
- Svend Grathe (1841), drama z dánských dějin.
- Søstrene paa Kinnekullen (1848, Kinnekulské sestry), lyrické pohádkové drama o démonické moci zlata nad duší.
- Marsk Stig (1850), drama z dánských dějin.
- Tycho Brahes Ungdom (1851, Nládí Tycha de Brahe), drama.

### Romány
- Vilhelm Zabern (1834), historický román z doby dánského krále Kristiána II.
- Guldmageren (1836, Alchymista),
- En polsk Familie (1839, Polská rodina), historický román o boji Poláků za svobodu.
- Slottel ved Rhinen (1845, Hrad na Rýně).
- Robert Fulton (1853).
- Charles de la Bussière (1860), historický román z doby francouzské revoluce.

### Básně
- Lyriske digte (1842, Lyrické básně).
- Lyriske Digte og Romancer (1861, Lyrické básně a romance).
- Valdemar Atterdag (1861), epická báseň.
- Valdemar Sejer (1862, Valdemar vítězný), epická báseň.
- Nye Digtninger (1862, Nové básně).

### Ostatní
- Die nordische Mythenlehre (1847, Nordikcám mytologue), německé přednášky.
- Afhandlinger og ästhetiske Betragtninger (1855, 1861, 1869), přednášky, tři svazky.
- Minder (1871, Vzpomínky).